# Michael C. Malin
Michael C. Malin (Los Angeles, 1950) é um físico, planetologista e geocientista estadunidense. Desenvolveu a câmara para a Mars Global Surveyor e outras missões a marte.
Malin obteve em 1971 um bacharelado em física na Universidade da Califórnia em Berkeley, obtendo em 1975 um doutorado em planetologia e geologia no Instituto de Tecnologia da Califórnia (Caltech). Em seguida trabalhou de 1975 a 1979 no Jet Propulsion Laboratory, onde colaborou com o projeto das missões Viking 1 e Voyager.
Recebeu o Carl Sagan Memorial Award de 2005.